# Камехамеха I
Краљ Камехамеха I Велики је први хавајски краљ. У старој литератури познат као Тамехамеа, владао је од 1782. до 1819. године, ујединио је Океанију. Краљевина Хаваји, коју је успоставио 1795, задржала је независност, изузимајући петомесечно раздобље великобританске окупације 1843, све до анексије од стране САД 1898. Због велике заоставштине хавајском народу, Камехамеха је стекао надимак „Наполеон Пацифика“.

## Биографија
Легенде су тврдиле да ће једног дана велики краљ ујединити Хавајска острва. Знак његовог рођења биће комета. Будући да се Халејева комета могла видети са Хаваја 1758. године, претпоставља се да је ово била година рођења Камехамехе.
Камехамеха I био је нећак Каланиопуа, поглавара острва Хаваји, у чијем је покушају хапшења убијен Џејмс Кук. Након смрти Каланиопуа 1782. године, његов син Кивалао постао је шеф Великог острва. Камехамеха је имао висок верски положај и постао је чувар бога рата Кукаилимоку.
У годинама након смрти Каланиопуа било је неколико расправа између рођака, а да ниједан од њих није успео да превлада. Године 1786. Кахекили, краљ Мауиа, био је на врхунцу своје моћи. Поред Мауиа, он није само владао Оахуем, Молокаием и Ланаијем, већ је контролисао Кауаи и Ниихау, споразумно са својим полубратом Каеокуланием. Године 1790. Камехамеха је успео да победи Кахекилија, али још увек није могао трајно да учврсти своју моћ. У даљим кампањама, које су ускоро укључивале и Оахуа, Камехамеха је паметно обезбедио подршку странаца као што су Исак Давис, Јохан Јанг и Џорџ Ванкувер. На тај начин је дошао у посед ватреног оружја, што му је давало све већу супериорност. Када се 1810. године коначно покорио Каумуали, поглавар Кауаиа, Камехамеха је био једини владар острвске групе.
Као краљ, предузео је неколико корака како би осигурао да острва остану уједињено краљевство након његове смрти. После ратова, Камехамеха I важио је за љубазног и великодушног краља и народ га је поштовао.
Камехамеха је стандардизовао правни систем и извозио сировине (укључујући уље сандаловине) како би промовисао трговину са Европом и САД-ом. Ово је осигурало независност острва, док су друга острва на Тихом океану морала да се потчине колонијалним силама. Заправо, Краљевина Хаваји задржала је своју независност, са изузетком кратке петомесечне окупације 1843. године, све док је Сједињене Америчке Државе нису анектирале 1898. године.

## Камехамеха велики
Краљ је формирао јединствени систем власти. Имао је краљевске саветнике, регионалне администраторе који су се директно пријавили престолу. Његов систем се показао успешним јер је укључивао представнике са свих острва. Што се тиче довољности хране, краљ је охрабрио своје поданике да појачају пољопривреду. Нагласио је пољопривреднику да гаји традиционалну храну, промовише очување суве хране за будућу употребу. Краљевство је убрзо постало довољно хране.
Камехамеха је подстакао трговину са западњацима. Отворио је трговину са европским трговачким бродовима који су посећивали острва. Иако је био напредни краљ, успео је да створи строг царински систем. Краљ је контролисао шта и како се ради на острвима. Ово му је помогло да умањи западни утицај од уништавања традиционалних начина домородаца.
Током своје владавине покренуо је низ закона који су послужили као нови устав. Иако је одржавао већину традиционалних обичаја, краљ је забранио жртвовање људи у краљевству. Да би заштитио појединачна људска права, успоставио је законе који су регулисали свакодневни живот његових поданика.

## Породица
Камехамеха је имао много жена. О тачном броју се расправља јер су уништени документи који бележе имена његових супруга. Бингхам наводи 21, али ранија истраживања Мари Кавена Пукуи бројала су 26. У књизи Камехамехина деца данас аутори Ахло и Валкер наводе 30 жена: 18 које су родиле децу, а 12 које нису. Наводе да је укупан број деце 35: 17 синова и 18 ћерки. Док је имао много жена и деце, његова деца су га, преко његове највише рангиране супруге Кеопуолани, наследила на престолу. У књизи Хомана: Разумевање светог и духовног, Цхун је изјавио да је Кепуолани подржала Кахумануов завршетак система капу као најбољи начин да се обезбеди да деца и унуци Камехамехе владају краљевством.

## Коначно почивалиште
Када је Камехамеха умро 8. маја 1819. године, његови поуздани пријатељи, Хоапили и Холулу, сакрили су његово тело у древном обичају званом хунакеле (дословно, „скривати се у тајности“). Мана или моћ снага особе сматрала се светом. По древном обичају, његово тело је сахрањено на скривеном месту због његове мане. Његово последње почивалиште остаје непознато. У једном тренутку своје владавине, Камехамеха III затражио је да му Хоапили покаже где су закопане кости његовог оца, али на путу тамо Хоапили је знао да их прате, па се окренуо. Камехамехин гроб је до данас тајна, место сахране остаје мистерија.